# Typhistes
Typhistes Simon, 1894 è un genere di ragni appartenente alla famiglia Linyphiidae.

## Distribuzione
Le quattro specie oggi attribuite a questo genere sono state reperite in località distanti fra loro: due specie sono endemiche dello Sri Lanka, le altre due nell'Africa centrale e meridionale.

## Tassonomia
Dal 1984 non sono stati esaminati esemplari di questo genere.
A giugno 2012, si compone di quattro specie:
- Typhistes antilope Simon, 1894 — Sri Lanka
- Typhistes comatus Simon, 1894[3] — Sri Lanka
- Typhistes elephas Berland, 1922 — Etiopia
- Typhistes gloriosus Jocqué, 1984 — Sudafrica

### Specie trasferite
- Typhistes personatus Simon, 1894; trasferita al genere Sphecozone O. P.-Cambridge, 1870, con la denominazione Sphecozone personata (Simon, 1894), a seguito di un lavoro di Millidge del 1991[1].